# Dwars door België 1991
De 46e editie van Dwars door België werd verreden op donderdag 28 maart 1991. De start en finish lagen in Waregem, de afstand bedroeg 203 km. 

## Wedstrijdverloop
171 renners gingen van start in Waregem. Van Den Bossche ging er snel vandoor en na 60 km koers had hij al een kwartier voorsprong op het peloton. Op de Côte de les Hauts probeerden 5 renners te ontsnappen, zonder succes. Door de klimmetjes slonk de voorsprong van Van Den Bossche snel en op de Eikenberg werd hij ingerekend. In de aanloop naar de Oude Kwaremont gingen De Wolf, Criquielion, Anderson, De Wilde, Hanegraaf, Gayant en Skibby. Criquielion hield het tempo hoog. Al vlot had het groepje 1'50" voorsprong. In het peloton werd een achtervolging opgezet en op de Nokereberg was alles weer samen. De ploeg van Ludwig hield de boel bijeen, zodat het peloton van nog 80 renners zou gaan sprinten voor de zege. Vanderaerden bleek de snelste en won in deze editie van Dwars door België.

## Hellingen
De volgende hellingen moesten in de editie van 1991 beklommen worden:

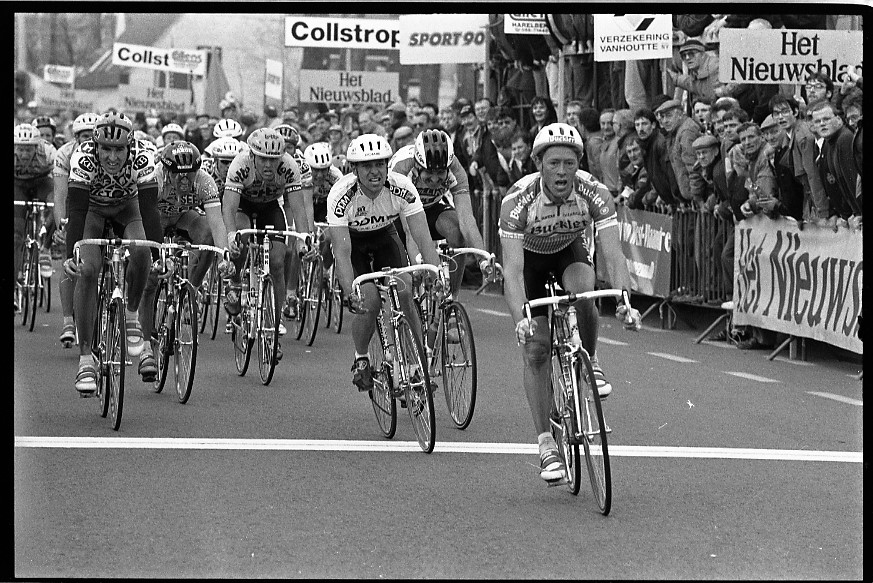
Aankomst Eric Vanderaerden in Waregem (Maurice Terryn, collectie KOERS. Museum van de Wielersport)

## Uitslag
| Dwars door België 1991 |                     |       |          |
| Plaats                 | Naam                | Ploeg | Tijd     |
| Winnaar                | Eric Vanderaerden   |       | 5u06'00" |
| 2                      | Uwe Raab            |       | z.t.     |
| 3                      | Remig Stumpf        |       | z.t.     |
| 4                      | Danny Neskens       |       | z.t.     |
| 5                      | Benny Van Brabant   |       | z.t.     |
| 6                      | Hendrik Redant      |       | z.t.     |
| 7                      | Adrie van der Poel  |       | z.t.     |
| 8                      | Wilfried Peeters    |       | z.t.     |
| 9                      | Jerry Cooman        |       | z.t.     |
| 10                     | Christophe Cappelle |       | z.t.     |

1945 · 1946 · 1947 · 1948 · 1949 · 1950 · 1951 · 1952 · 1953 · 1954 · 1955 · 1956 · 1957 · 1958 · 1959 · 1960 · 1961 · 1962 · 1963 · 1964 · 1965 · 1966 · 1967 · 1968 · 1969 · 1970 · 1971 · 1972 · 1973 · 1974 · 1975 · 1976 · 1977 · 1978 · 1979 · 1980 · 1981 · 1982 · 1983 · 1984 · 1985 · 1986 · 1987 · 1988 · 1989 · 1990 · 1991 · 1992 · 1993 · 1994 · 1995 · 1996 · 1997 · 1998 · 1999 · 2000 · 2001 · 2002 · 2003 · 2004 · 2005 · 2006 · 2007 · 2008 · 2009 · 2010 · 2011 · 2012 · 2013 · 2014 · 2015 · 2016 · 2017 · 2018 · 2019 · 2020 · 2021 · 2022 · 2023 · 2024 · 2025

Lijst van beklimmingen